# Pseudoclymene quadrilobata
Pseudoclymene quadrilobata är en ringmaskart som först beskrevs av Michael Sars 1856.  Pseudoclymene quadrilobata ingår i släktet Pseudoclymene och familjen Maldanidae. Arten är reproducerande i Sverige. Inga underarter finns listade i Catalogue of Life.